# Nowi Welidnyky
Nowi Welidnyky (ukr. Нові Велідники) – wieś na Ukrainie, w obwodzie żytomierskim, w rejonie korosteńskim, w hromadzie Słoweczne, nad Illimką. W 2001 roku liczyła 783 mieszkańców.
W miejscowości znajduje się stacja kolejowa na linii Białokurowicze–Owrucz.